# Brang Biji
Brang Biji is een bestuurslaag in het regentschap Sumbawa van de provincie West-Nusa Tenggara, Indonesië. Brang Biji telt 11.521 inwoners (volkstelling 2010).